# آسیاب قدیمی روستای شهیدآباد
آسیاب قدیمی روستای شهیدآباد مربوط به سده‌های متاخر دوران‌های تاریخی پس از اسلام است و در شهرستان بیضا، بخش بیضا، دهستان بیضا، ۱ کیلومتری غرب روستای شهید آباد واقع شده و این اثر در تاریخ ۱۸ شهریور ۱۳۸۷ با شمارهٔ ثبت ۲۳۴۰۱ به‌عنوان یکی از آثار ملی ایران به ثبت رسیده است.